# Las mglisty

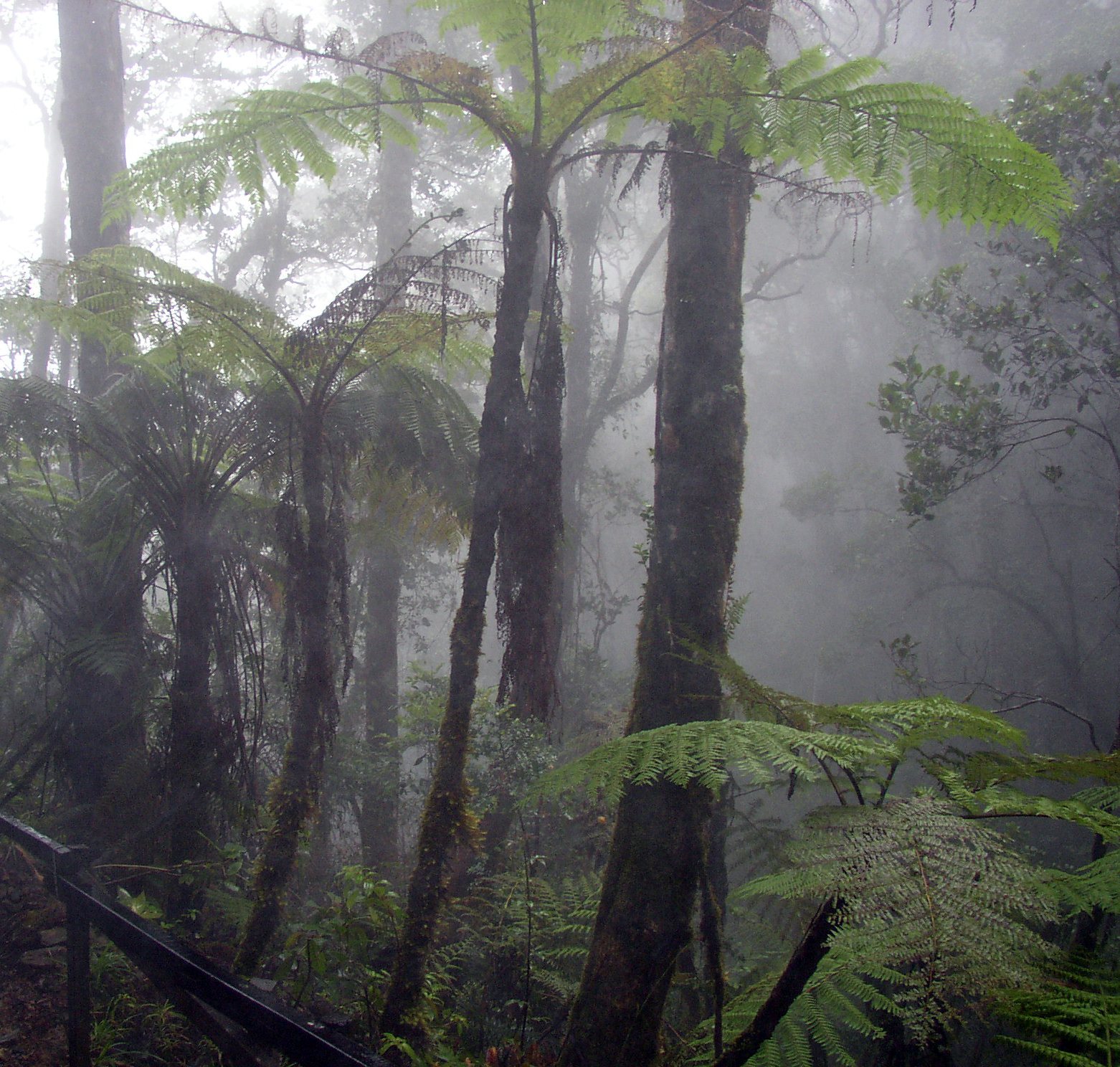
Paprocie drzewiaste w lesie mglistym na stokach Kinabalu na Borneo

Las mglisty, las mgielny (ang. cloud forest, mossy forest, montane cloud forests – MCF) – typ lasów tropikalnych związany z wyższymi położeniami górskimi, cechujący się bardzo dużą wilgotnością pochodzącą z opadów i kondensacji chmur, skutkujących częstą obecnością mgieł. Drzewa tworzące te lasy są niskie i obficie pokryte epifitami. Występuje tu specyficzna flora i fauna, z dużym udziałem endemitów. 
Od końca XX wieku w gwałtownym tempie postępuje zanikanie tej formacji, któremu przeciwdziałać mają podejmowane inicjatywy w zakresie edukacji i tworzenia obszarów chronionych.

## Rozmieszczenie i zasoby

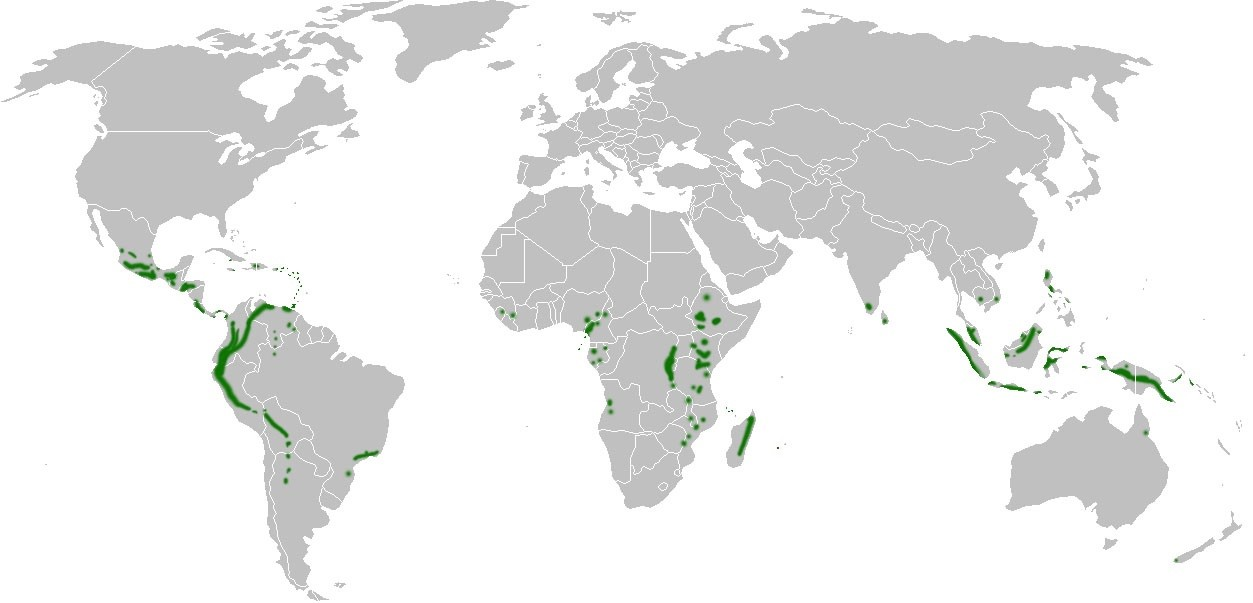
Zasięg wilgotnych lasów górskich, w obrębie których występują lasy mgliste

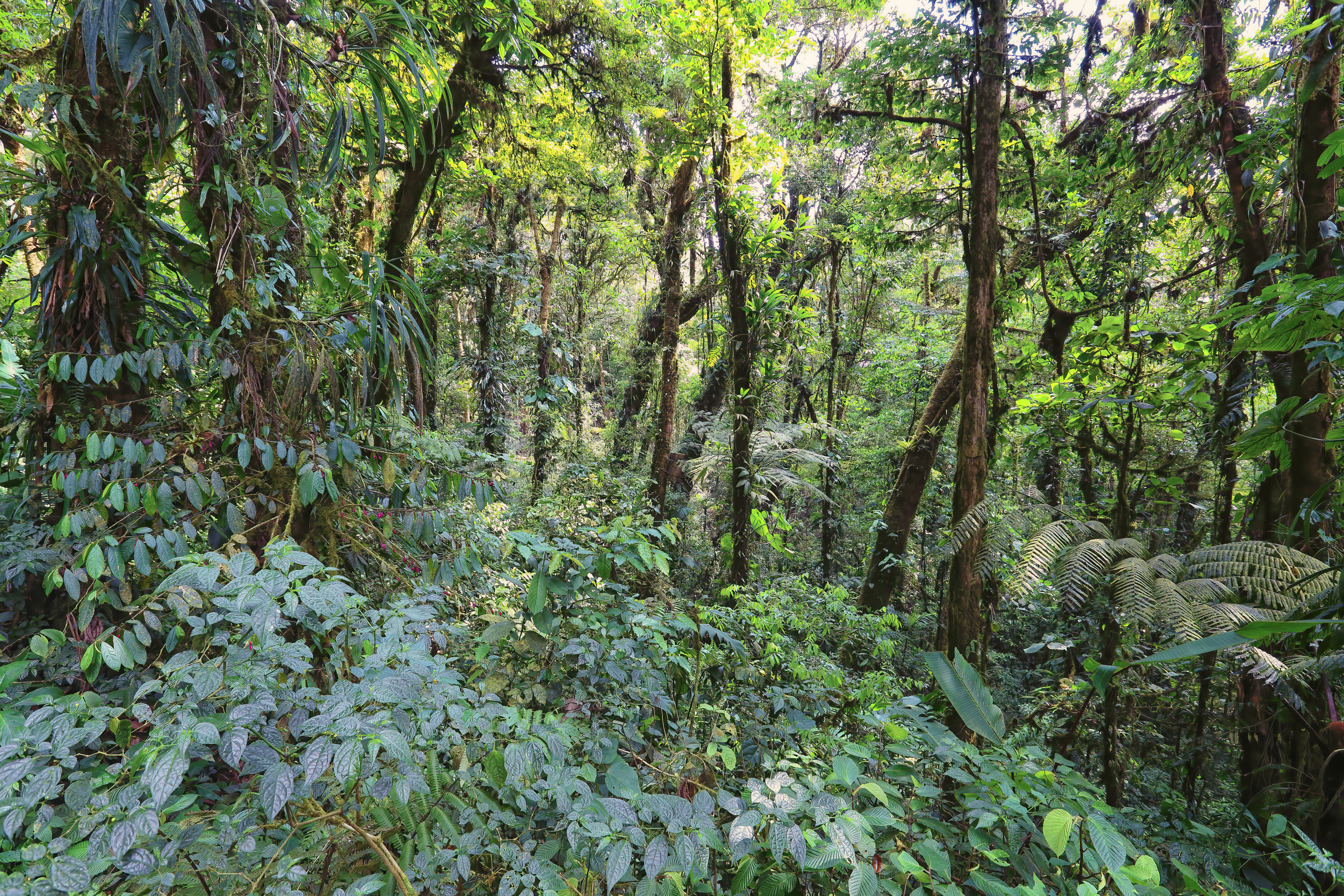
Las mglisty w rezerwacie Monteverde w Kostaryce

W 2002 lasy mgielne znano z 736 obszarów zlokalizowanych w 59 krajach. W 2011 lasy mgielne podane zostały z ok. 215 tys. km². Stanowią one 6,6% tropikalnych lasów górskich i 2,5% całości wilgotnych lasów tropikalnych. Potencjalne ich siedliska szacowane są na 381 tys. km². Największe ich powierzchnie występują w Azji i na kontynentach amerykańskich, niewielki areał zajmują w Afryce i bardzo mały, choć w licznych lokalizacjach, w górach Oceanii. Ze względu na niejednolite ujęcie formacji i wciąż jej słabe poznanie w wielu obszarach dane o zasobach u różnych autorów czasem istotnie się różnią. Amerykańskie lasy mgielne są bardzo zróżnicowane pod względem warunków wilgotnościowych, afrykańskie są zwykle suchsze, a azjatyckie zwykle bardzo wilgotne.
Ze względu na występowanie lasów mglistych w specyficznych warunkach siedliskowych i klimatycznych wykształcają się one na mniej lub bardziej izolowanych masywach górskich, w wielu lokalizacjach zajmują nie więcej jak 5–10 km².

## Warunki kształtowania się
Lasy mgliste występują na stokach gór zwróconych ku morzu, zwykle na rzędnych między 500 a 2500 m n.p.m., czasem do 3000 m, przy czym w poszczególnych lokalizacjach tworzą zwykle piętro o wysokości ok. 300 m. Klimat jest tu ekstremalnie wilgotny, do czego poza opadami przyczynia się regularnie występująca tu kondensacja chmur i w efekcie częste mgły. Silne zachmurzenie skutkuje słabym nasłonecznieniem (średnio obniżone jest o ok. 30%), temperatury są tu niższe niż w niżej położonych obszarach, choć nadal wysokie, gleby są kwaśne i ubogie. Wilgoć z mgieł zaopatruje te lasy w wodę będącą ekwiwalentem od kilkudziesięciu do 1990 mm opadów rocznie (opady wynoszą tu od 500 do 6000 mm, miejscami nawet do 10 000 mm).
Ze względu na zmieniające się wraz z wysokością warunki lasy te dzielone są na:
- lasy górskie mgliste w niższych położeniach (lower montane cloud forest – LMCF) – z drzewami jeszcze stosunkowo wysokimi,
- lasy górskie mgliste w wyższych położeniach (upper montane cloud forest – UMCF) – z drzewami o pośrednich rozmiarach,
- subalpejskie lasy mgliste (subalpine cloud forest – SACF) i „elfie” lasy mgielne (“elfin” cloud forest – ECF) – z drzewami karłowymi (zwykle tylko do 1,5 m wysokości[4]), nad którymi występują już tylko formacje nieleśne.

## Szata roślinna

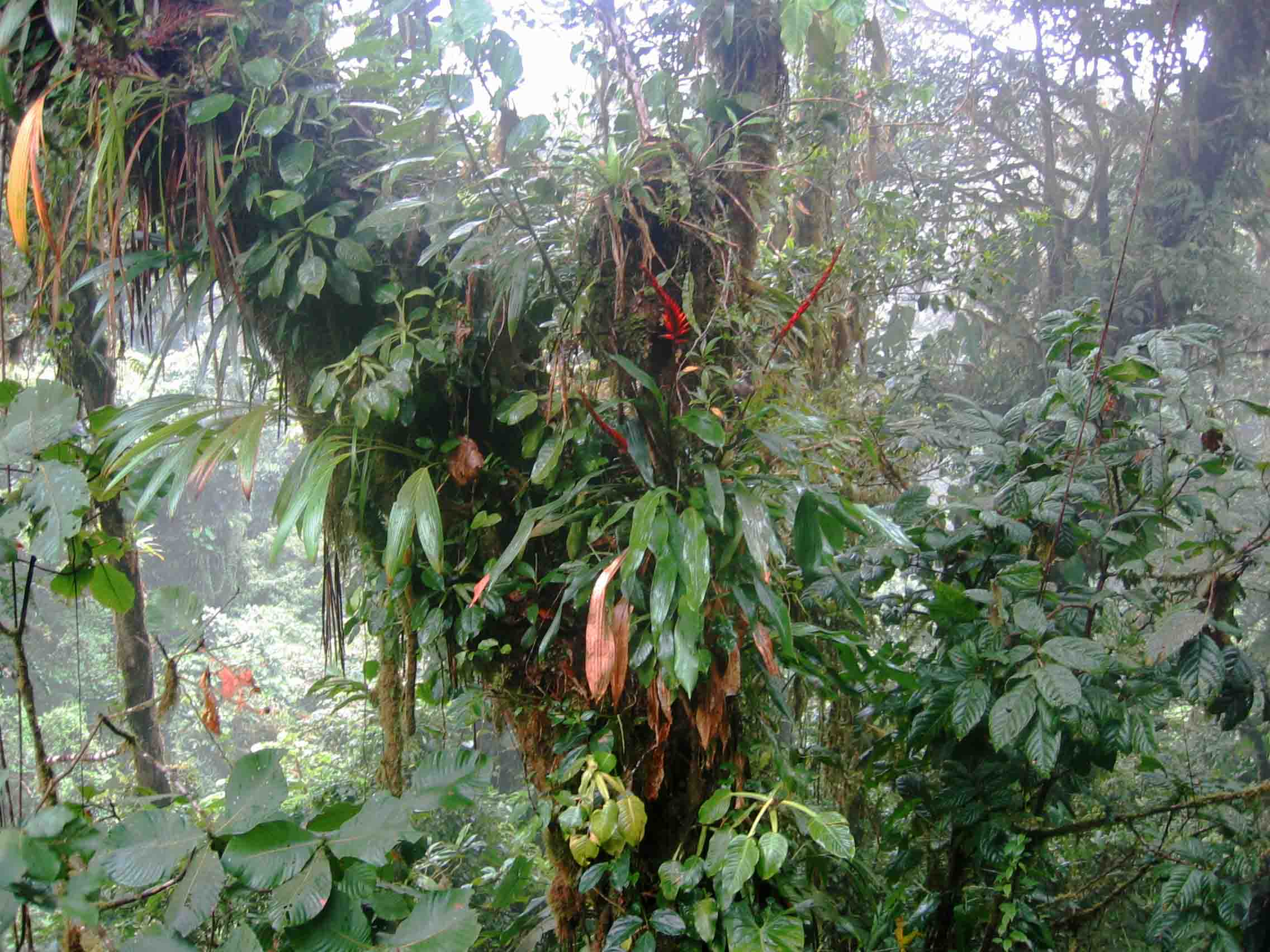
Epifity lasu mglistego w Kostaryce

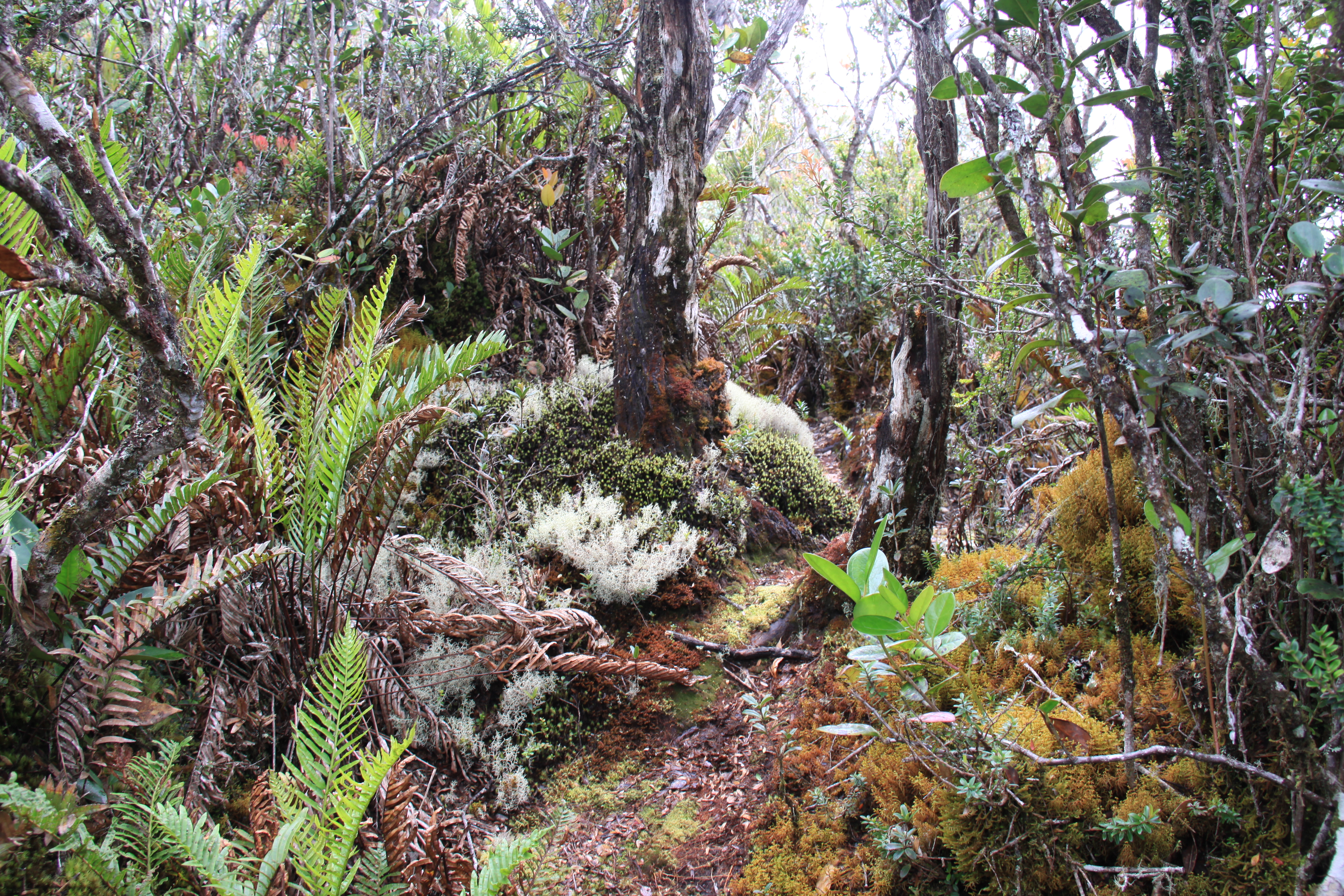
Mszysty „elfi” las mglisty na Kemiri na Sumatrze

Lasy mgliste przy stosunkowo niewielkim udziale powierzchniowym wyróżniają się specyficzną florą i bardzo dużym wskaźnikiem endemizmu, tj. udziału w niej endemitów – gatunków niespotykanych nigdzie indziej. W Meksyku formacja ta zasiedlana jest przez ok. 2500–3000 gatunków stanowiących 10–12% flory tego kraju. We florze poszczególnych kompleksów tych lasów udział endemitów wynosi zwykle od 10 do 24% (w Meksyku sięga 30%). Do przyczyn tego stanu rzeczy należy bardzo duże tempo specjacji obliczane na 15–40 lat (najszybsza jest w obrębie storczykowatych).
W obrębie formacji zróżnicowanie gatunkowe roślin naczyniowych spada wraz z rosnącą wysokością. Zmniejsza się także wysokość drzew i ich kompozycja gatunkowa (np. w niższych położeniach występują gatunki z rodziny bobowatych, ale z reguły brak ich wyżej). Drzewa rosnące w tych lasach mają pnie pokrzywione, korony niewielkie, ale gęste, liście niewielkie, ale twarde i grube. Ich pnie i konary pokrywają wielkie ilości epifitów. Rośliny tej formacji wyróżniają się znacznymi ilościami antocyjanów i flawonoidów, co nadaje im często specyficzne czerwonawe zabarwienie i wynika z narażenia na silniejsze promieniowanie UV. Na niższych i średnich wysokościach charakterystyczne dla lasów mgielnych jest bardzo obfite występowanie epifitów należących do okrytonasiennych, zwłaszcza z rodzin storczykowatych i bromeliowatych. W porównaniu do lasów niżej występujących znikomy jest tu udział lian.
Wraz ze wzrostem wysokości rośnie w tych lasach z kolei udział porostów, mchów, wątrobowców, glewików oraz paproci, w tym drzewiastych i rozpłochowatych, zwanych „paprociami bibułkowymi” ze względu na cienkie liście, składające się często z pojedynczej warstwy komórek. Mszaki i paprocie rosną na ziemi oraz obficie na konarach drzew (z lasami mglistymi związanych jest 50% mchów i 90% wątrobowców tropikalnej części kontynentów amerykańskich). Powierzchnia ziemi często pokryta jest kobiercem torfowców. Rośliny zarodnikowe i nasienne rosnące na konarach i pniach drzew tworzą próchnicę mikrosiedlisk nadrzewnych (canopy humus), odgrywają istotną rolę w wychwytywaniu wody z powietrza, poza tym kształtują mikrosiedliska kluczowe dla grzybów i zwierząt, zwłaszcza bezkręgowców i płazów.
Rozpoznanie flory wielu kompleksów lasów mgielnych wciąż jest słabe. W 2020 roku szacowano, że w Afryce na opisanie oczekuje ok. 1200 gatunków roślin tej formacji, w Azji 4000 oraz 5000 w Ameryce Środkowej.

## Fauna

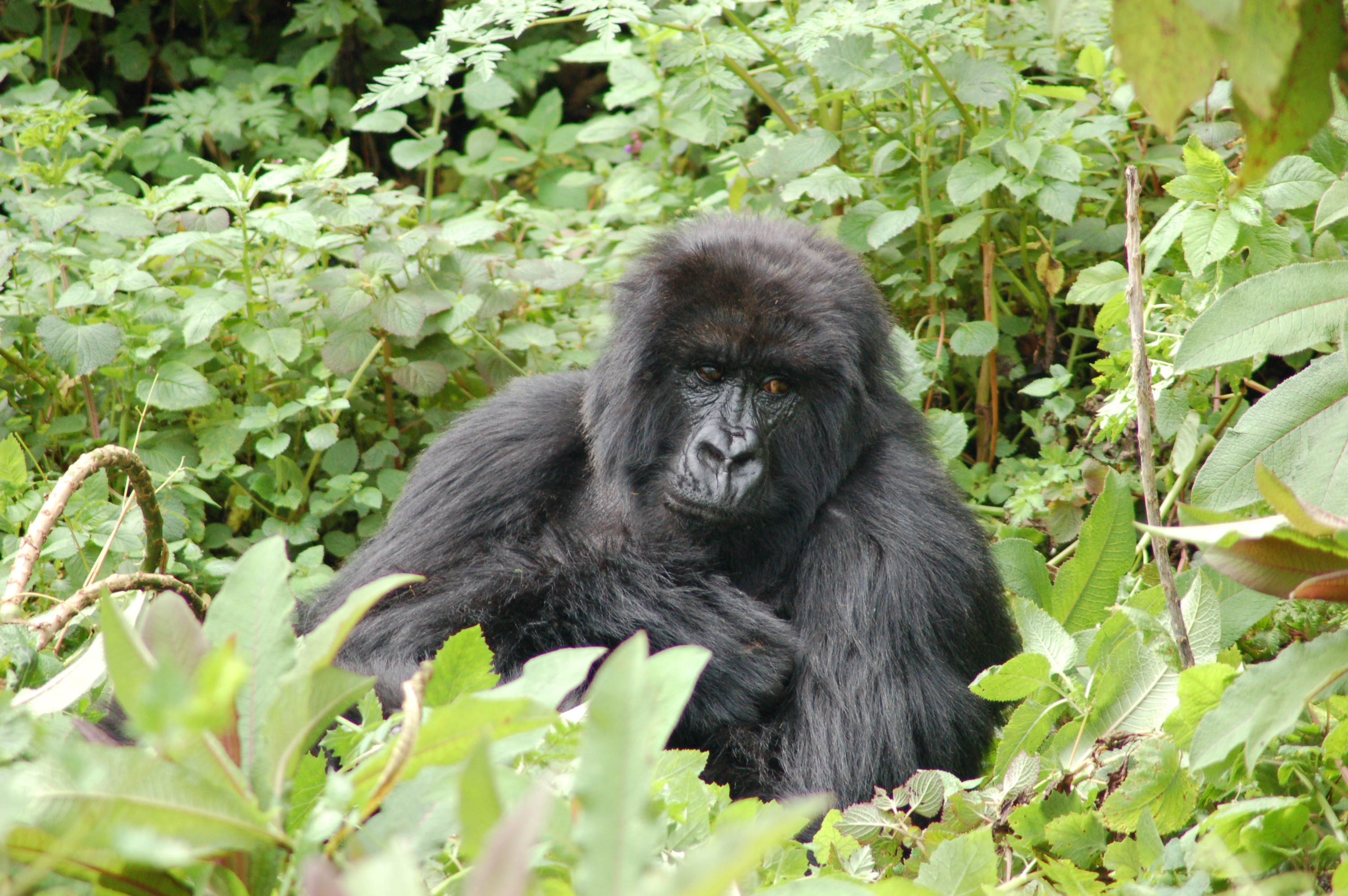
Goryl górski jest charakterystycznym gatunkiem dla mglistych lasów górskich Afryki

W Ameryce Środkowej w lasach mgielnych występuje ok. 1/3 więcej gatunków ssaków niż w lasach niżej położonych, a udział endemitów wśród nich jest trzy razy większy. Do charakterystycznych ssaków związanych z tą formacją w Andach należy andoniedźwiedź okularowy Tremarctos ornatus, a w Afryce – goryl górski Gorilla beringei. Bardzo duży udział wśród gatunków kręgowców mają nietoperze (w lesie Monteverde 40%). Zróżnicowanie gatunkowe nietoperzy i gryzoni w lasach wyraźnie rośnie wraz z wysokością. Spośród ptaków ok. 2,5 tys. gatunków związanych jest z tą formacją (w tym tysiąc występujących w iberoamerykańskich lasach mgielnych), także z wysokim udziałem endemitów. W przypadku tej grupy zwierząt zarejestrowano jednak zwykle spadek zróżnicowania gatunkowego wraz z wysokością. W końcu XX wieku z 1200 zagrożonych wówczas gatunków ptaków w skali świata 1/3 związana była z lasami mglistymi. Nawet jeśli zróżnicowanie gatunkowe płazów w lasach mgielnych nie jest wyższe od tych niżej położonych, to znacznie większy jest tu udział wśród nich endemitów. W odniesieniu do bezkręgowców podkreśla się ich bardzo fragmentaryczne poznanie.

## Klasyfikacja
Lasy mgielne w międzynarodowej klasyfikacji roślinności (International Vegetation Classification, IVC), klasyfikacji siedlisk Międzynarodowej Unii Ochrony Przyrody (IUCN) włączane są do tropikalnych wilgotnych lasów górskich Tropical Montane Humid Forest. W klasyfikacji formacji roślinnych stosowanej przez World Wide Fund for Nature (WWF) należą do biomu tropikalne i subtropikalne wilgotne lasy liściaste (Tropical & Subtropical Moist Broadleaf Forests). W klasyfikacji ekoregionów są włączane do tych obejmujących wilgotne lasy górskie (nie są wyodrębniane).

## Zagrożenia i ochrona

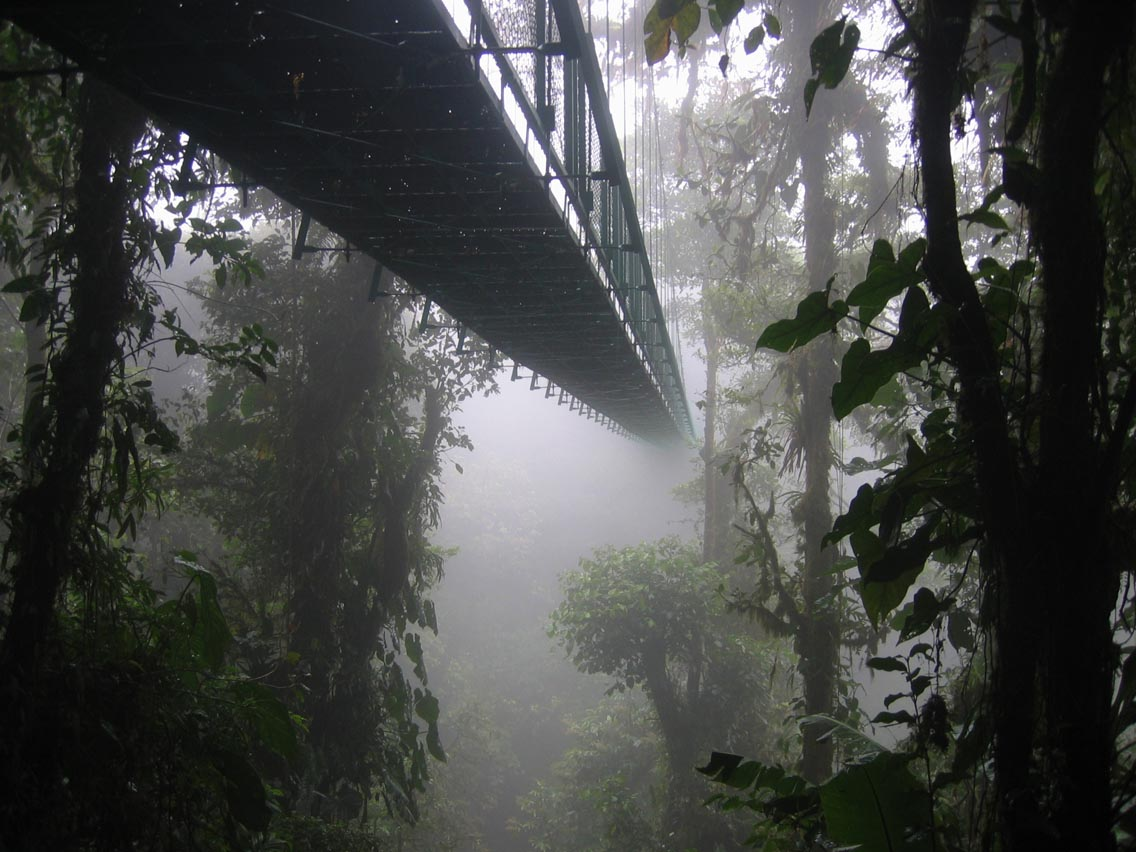
Wiszący most w rezerwacie Montewerde chroniącym las mgielny w Kostaryce

Lasy mgielne zaliczane są do najbardziej zagrożonych formacji w skali świata ze względu na bardzo ograniczony ich areał, zależność od specyficznych warunków środowiskowych oraz istotne niebezpieczeństwa związane z działalnością człowieka. Do lat 80. XX wieku nie były uznawane za istotnie zagrożone. Zdawało się, że chroni je to, że rosnące tu drzewa nie mają istotnego znaczenia dla gospodarki (nie mają prostych i wysokich pni), gleby nie są urodzajne, warunki górskie nie sprzyjają ani uprawie roślin, ani wypasowi bydła. Jednak w końcu XX wieku tempo ich degradacji gwałtownie przyspieszyło. Przykładowo we wschodnim Madagaskarze lasy te zajmowały w 1900 roku 8 milionów ha, w 1950 wciąż jeszcze było ich 7 milionów, w 1995 zostało ich mniej niż milion ha. W Meksyku powierzchnia tej formacji zmniejszyła się o 1/3 w okresie od 1973 do 2003.
Do niszczenia lasów mgielnych przyczyniają się: wycinanie lasów na opał i do produkcji węgla drzewnego, niekontrolowane i prymitywne praktyki związane z użytkowaniem rolniczym, tworzenie plantacji kawowców i herbaty, urbanizacja, rozbudowa sieci dróg i linii przesyłowych, eksploatacja górnicza oraz pozyskiwanie bromeliowatych i storczyków na potrzeby przemysłu roślin ozdobnych. Zmiany powodują wymieranie gatunków i niszczenie siedlisk wraz z ich ogromnym znaczeniem retencyjnym, jako chłonących znaczne ilości wody. Ze względu na zależność formacji od specyficznych warunków klimatycznych wskazywana jest ona jako jedna z bardziej zagrożonych zmianami związanymi z globalnym ociepleniem.
WWF w ramach projektu Global 200 Priority Ecoregions uznał 90% ekoregionów zawierających lasy mgliste za priorytetowe do ochrony.
Dla zachowania pozostałości lasów mgielnych tworzone są parki narodowe i rezerwaty przyrody, prowadzone są kampanie edukacyjne tłumaczące ich znaczenie lokalnym społecznościom. Ośrodkiem modelowych studiów nad ekologią lasów mgielnych jest prywatny rezerwat Monteverde w Kostaryce.